# Prosthoporus panamensis
Prosthoporus panamensis là một loài tò vò trong họ Ichneumonidae.